# Viajero naciendo
"Viajero naciendo" es una canción compuesta por el músico argentino Luis Alberto Spinetta e interpretada por la banda Pescado Rabioso, que integra el álbum doble Pescado 2 de 1973, segundo álbum de la banda, ubicado en la posición nº 19 de la lista de los 100 mejores discos del rock argentino por la revista Rolling Stone.
Para grabar este tema, Pescado Rabioso formó con Spinetta en voz y guitarra, y David Lebón en el bajo y segunda voz. Como siempre Black Amaya interpretó la batería y Carlos Cutaia, el órgano eléctrico.

## La canción
"Viajero naciendo" es el quinto track (Disco 1, Lado A, track 5) del álbum doble Pescado 2. Spinetta explica en el cuadernillo que la canción "alimenta en cierto sentido la esencia de Iniciado y Poseído del alba", los dos temas que lo preceden en el álbum. La esencia del tema es la comunicación: "por eso tu mano voy a tomar". Dice el cuadernillo que:

La letra habla de la Atlántida y los paraísos de la gente que se comunica para la liberación.

En el cuadernillo la letra está ilustrada con dibujos de un viajero y una perla y un extraño dibujo de Spinetta representando el viaje, que recuerda los cuadros paradojales de M.C. Escher. Se nota la inspiración en las abstracciones y ensoñaciones de la obra de Rimbaud, que caracteriza la mayor parte del álbum.